# Равк
Равк (кильд. саам. ра̄ввк) — существо в саамской мифологии, подобное вампиру.

## Описание
В саамской мифологии живым угрожали духи мёртвых, особенно те, которые были колдунами или шаманами-нойдами при жизни. Сохранился миф, в котором в одной избе жили старик со старухой, у которых было три дочери и сыновья. Старик умер и забрал с собой старуху: он был колдун («еретник» — русское название, которое заимствовали саамы и коми), хотел забрать с собой и дочерей, да у тех не вышел жизненный срок — ещё все зубы были целы (зубы — признак молодости и хорошего здоровья: в поверьях коми-зырян колдун, потерявший зуб, лишался своей силы).
Как-то осталась старшая дочь дома одна и стала плакать от тоски. Тосковать же, особенно по мёртвым, опасно. Ночью слышит девица, что кто-то идёт, ступая одной ногой. Обрадовалась глупая какому ни есть гостю, а тот потребовал угощения. Съев всё, пришелец набросился на саму хозяйку и съел её, не тронул лишь ножки. То же случилось и со второй дочерью. Третья дочь, оставшись одна, повела себя разумно: она спустила собаку и приготовила кипяток и камни. Вампир-равк явился и к ней, но собака не пускала его к воротам. Тогда равк принялся грызть стену. Третья дочь стала лить на него кипяток и бросать камни. Выходца из могилы и это не могло остановить, так он был голоден. Равк уже было пролез в избу, да тут рассвело, и мертвец так и окостенел на месте. Сбежавшиеся соседи вбили ему спицу меж лопаток, а потом сожгли, чтобы он не возвращался больше в мир живых.
Одноногое существо — характерный обитатель преисподней, края Ойкумены и леса (таков леший палесмурт — полчеловека в удмуртской мифологии).